# Mittelfranzösische Sprache
Mittelfranzösisch (französisch moyen français) ist ein historischer Abschnitt der französischen Sprache und wurde ungefähr von 1340 bis 1610 gesprochen. In dieser Übergangszeit wurde:
- die französische Sprache klar von denjenigen mittelalterlichen Oïl-Sprachen, die als Altfranzösisch zusammengefasst werden, getrennt.
- durch die literarische Entwicklung des Französischen dem Vokabular und der Grammatik des im 17. und 18. Jahrhundert gesprochenen „klassischen Französisch“ der Weg geebnet.

## Sprachgeschichte
Die wichtigste Veränderung im Mittelfranzösischen ist das endgültige Verschwinden des Deklinationssystems. Nominativ (Rectus) und Akkusativ (Obliquus) wurden nicht länger unterschieden.
Latein war immer noch die Sprache für Bildung, Wissenschaft, Verwaltung und Rechtswesen. Das änderte sich 1539 mit dem Edikt von Villers-Cotterêts, in dem Franz I. Französisch zur einzigen Sprache für gesetzliches und juristisches Handeln deklarierte. Es gab keine einheitliche Sprache in Frankreich: im Süden wurden okzitanische Dialekte und im Norden ebenfalls Dialektvarianten gesprochen.
Die französischen Italienfeldzüge und die Anwesenheit von Italienern am französischen Hof brachte die französische Sprache in Kontakt mit dem italienischen Humanismus. Viele Wörter in Zusammenhang mit dem Militär (alarme, cavalier, espion, infanterie, camp, canon, soldat) und der Kunst (arcade, architrave, balcon, corridor, sonnet) wurden aus dem Italienischen entlehnt.
Nur wenige Lehnwörter aus dem Spanischen (casque) und dem Deutschen (reître) sowie durch die Entdeckung Amerikas (cacao, hamac, maïs) beeinflussten das Mittelfranzösische.
Durch den Einfluss der anglonormannischen Sprache, eines altfranzösischen Dialektes, auf das Englische gelangen Wörter französischen Ursprungs in die englische Sprache. Auf diese Weise kamen aus dem Englischen Wörter romanischen Ursprungs nun durch Krieg und Handelsbeziehungen ins Französische zurück.
Schließlich wurde die Bedeutung und Verwendung vieler altfranzösischer Wörter verändert.
Die Rechtschreibung und Zeichensetzung waren weiterhin unregelmäßig. Mit der Einführung des Buchdrucks wurde eine einheitliche Rechtschreibung wichtiger. Zahlreiche Vorschläge für Orthographierichtlinien, unter anderem von Jacques Peletier du Mans, der 1550 ein Rechtschreibsystem auf Basis der Aussprache und neue diakritische Zeichen entwickelte, zirkulierten.
In dieser Zeit wurden auch die ersten französischen Grammatiken veröffentlicht und 1539 erschien unter anderem ein Französisch-Latein-Wörterbuch von Robert Estienne.
Als mittelfranzösische Autoren gelten François Villon, Clément Marot, François Rabelais, Michel de Montaigne, Pierre de Ronsard und die Pléiade.
Die Bekräftigung und Verherrlichung des Französischen findet ihren Höhepunkt im Manifest Deffence et illustration de la langue francoyse von Joachim du Bellay, der behauptete, dass Französisch eine wertvolle Literatursprache sei.
Die herausragende Stellung klassischer Texte führte zu vielen Lehnwörtern aus dem Lateinischen und Griechischen. Dadurch gab es viele Neologismen.

## Sprachstruktur

### Phonetik
Komplette Reduzierung der altfranzösischen Diphthonge und Triphthonge. Das Altfranzösische verfügte über 17 Diphthonge (/ie/, /ue/, /ei/, /ai/, /üi/, /oi/, /éu/, /eù/, /oú/, /où/), davon 5 nasal (/ãi/, /eĩ/, /iɵ̃/, /uɵ̃/, /oɵ̃/), 3 Triphthonge (/ieu/, /uou/, /eau/).
Dieses komplexe System reduziert sich im Mittelfranzösischen. Im Laufe des 18. Jahrhunderts manifestiert sich das neufranzösische Lautinventar. Bereits das Mittelfranzösische verfügt über keine Diphthonge mehr, wenn man Fälle wie miel, roi und puis ausklammert, in denen der erste Vokal bereits semikonsonantisch ist.
Reduktion der Nasallaute des Altfranzösischen.

### Morphologie
- Der komplette Zusammenbruch des altfranzösischen Zweikasussystems (Opposition: Casus rectus vs. Casus obliquus (im Prinzip: Subjekt und Nicht-Subjekt)) stellt die markanteste Änderung im Übergang von Alt- zum Mittelfranzösischen dar. Dem Zusammenbruch war teilweise eine Vermischung der Kasus vorausgegangen. Lediglich einige Dichter verwenden in ihren Gedichten manchmal noch die eine oder andere flektierte Form aus Gründen des Reimens. In der Volkssprache wurden diese Formen aber schon lange nicht mehr verwendet. Wie in allen anderen romanischen Sprachen setzt sich der Casus obliquus auch im Mittelfranzösischen als Grundform für das mittelfranzösische Wort durch.
- Einführung eines Teilungsartikels und indefiniten Pluralartikels: des
- Deiktischer Unterschied dieser vs. jener durch Anhängen von -ci (orthographisch auch -cy) bzw. -la (noch ohne Akzent) an das Nomen statt Verwendung eigenen Demonstrativums: cet homme-ci („dieser Mann“), cet homme-la („jener Mann“). Die im altfranzösischen herrschende Opposition cel (< lat. ECCE ILLU, „jener“) vs. cest (< lat. ECCE ISTU, „jener“) wird aufgegeben.
- Grammatikalisierung des obligatorischen unbetonten Subjektpronomens, wenngleich dieses manchmal auch an der zweiten Position im Satz nach dem Verb auftreten kann (vgl. Tobler-Mussafia-Gesetz).
- Abstrakte Nomina (z. B. Terre, Ciel) und geographische Begriffe stehen häufig ohne Artikel. So liest man beispielsweise Gironde oder Dordogne, wo heute unbedingt la Gironde und la Dordogne stehen müsste.
- Auflösung der 2. altfranzösischen Adjektivkonjugationsklasse. Man schreibt nun grande statt grant
- Unregelmäßige Plurale werden reduziert, manchmal wird die Pluralform als Ausgang für die Singularform verwendet. Altfrz. chapel (Sg.) „Hut“, chapeaus „Hüte“, daraus im Mittelfranzösischen die Singularform chapeau.
- Vokalalternation bei Verbstämmen werden eliminiert: amons > aimons (analog zu j’aime)
- Analogie in der 1. Ps. Sg. der Verbkonjugation: lat. CANTO > altfrz. chant. Im Mittelfranzösischen verwendet man nun chante; -e ist ein generalisierter Stützvokal, analog lat. SUM > altfrz. sui, aber mittelfrz. suis analog zu Formen wie je lis.
- Das Altfranzösische war reicher an Artikelpräpositionen: en + les > ès, en + le > ou. Diese sind im Mittelfranzösischen teilweise noch vorhanden, so verwendet beispielsweise auch Rabelais die Form ou, möglicherweise aber als Archaismus. Angesichts der Homophonie von ou mit ou („oder“) und où? („wo?“) sowie der Ähnlichkeit zu au (< a + le) wird die Kontraktion zwischen en + le schließlich aufgegeben.

### Syntax
- Fixierung der Wortstellung Subjekt-Verb-Objekt durch kompletten Zusammenbruch der Zweikasusflexion.

## Orthographie
Rückkehr zu latinisierender Schreibweise. Im altfranzösischen Wort povre < lat. PAUPEREM wurde die Monophthongierung von lat. AU > /o/ berücksichtigt, im Mittelfranzösischen kehrt man zur latinisierenden Orthographie zurück: fortan pauvre statt altfrz. povre. Man schreibt aultre < lat. ALTEREM, obwohl das 'l' schon lange vokalisiert ist, sept < lat. SEPTEM, obwohl /p/ lange verstummt ist, vingt < vlat. VIGINTU, obwohl /g/ lange verstummt ist,  faict < lat. FACTUM, obwohl man /c/ nicht mehr spricht etc. Diese Latinisierung führt zu einer Reihe von Hyperkorrektismen: man schreibt plötzlich sçavoir für savoir < lat. SAPERE, in der irrigen Annahme, es käme von lat. SCIRE 'wissen'.
Man macht orthographisch die Auslautverhärtung rückgängig und schreibt nun wieder verd statt vert, grand statt grant, tard statt tart, sang statt sanc. Einige dieser Schreibungen bleiben bis zum Neufranzösischen (grand, tard, sang), andere werden später wieder rückgängig gemacht, wie im Falle von vert.

## Textbeispiel
Folgender Ausschnitt aus François Rabelais' Pantagruel (1532) stellt das Mittelfranzösische dem Neufranzösischen gegenüber.
| Mittelfranzösisch | Neufranzösisch |
| --- | --- |
| Ce ne sera Chose inutile ne oysifve, de vous remembrez la premiere source et origine dont nous est nay le bon Pantagruel: car je voy que tous Bons historiographes ainsi ont traicté leurs Chronicques, non seulement des Grecz, des Arabes et Ethnicques, mais aussi les auteurs de la Saincte Escripture, comme monsieigneur sainct Luc mesement, et sainct Matthieu. | Il ne sera pas inutile ni oiseux de vous remettre en mémoire la première source et origine d'où nous est né le bon Pantagruel: car je vois que tous les Bons historiographes ont ainsi organisé leurs chroniques, non seulment les Grecs, Arabes et païens, mais aussi les auteurs de l’Écriture Sainte, comme Monseigneur saint Luc surtout et saint Matthieu |